# Internationella matematikerkongressen 1900
Internationella matematikerkongressen 1900 var den andra internationella matematikerkongressen och hölls i Paris, Frankrike, från den 6 till den 12 augusti 1900. Henri Poincaré var kongressens ordförande. Kongressen samlade totalt 250 deltagare. Även om största delen av kongressen genomfördes på franska, ägde vissa diskussioner om matematiska problem rum på andra språk, och dessa publicerades därefter på flera språk.

## Översikt
Det första mötet ägde rum på Café Voltaire den 5 augusti klockan 20:30 innan kongressens officiella invigning. Det tillät flera av dess medlemmar att knyta kontakter och förnya vänskap.
Delegaterna träffades den 7 augusti för en lunch, serverad på École Normale Supérieure, där direktören Georges Perrot hade ställt Salle des Actes till arrangörernas förfogande. Jules Tannery åtog sig att dela ut utmärkelserna. Jules Perrot, Moritz Cantor, Georg Cantor och Jean Gaston Darboux talade i följd.
Kongressdelegaterna mottogs den 10 augusti 1900 av Frankrikes president Émile Loubet, och den 11 augusti, tillsammans med sina kollegor i fysikkongressen, av prins Roland Bonaparte, som var känd för sitt engagemang i vetenskapliga frågor. Slutligen, efter kongressens slut, träffades flera medlemmar vid middagstid för en bankett. Kongresspresidenten, Poincaré, var för trött för att delta.
Under banketten höjdes många skålar. Darboux inledde med att ursäkta Poincaré, varefter Carl Friedrich Geiser höjde en skål för de utländska delegaterna. Tannery föreslog en skål för de frånvarande, följt av Cyparissos Stephanos och Nikolai Vasíliev. Darboux avslutade med ett improviserat tal. Han betonade hur nära matematiker borde känna sig varandra, eftersom det inte finns några andra vetenskapsmän vars arbete är mer specialiserat och mindre benäget att fånga allmänhetens intresse.
Några kongressledamöter träffades på Operan under en galakväll. Georges Leygues, en framstående fransk politiker, hade reserverat platser för medlemmarna i Internationella matematikerkongressen.

## Logik
Logiken under artonhundratalet kulminerade med den första Internationella filosofiska kongressen och den andra Internationella matematikerkongressen som hölls samtidigt i Paris.
Överlappningen mellan de två kongresserna var omfattande för framtiden för logik och filosofi.
Giuseppe Peano, Alessandro Padoa, Cesare Burali-Forti, Ernst Schröder, Georg Cantor, Richard Dedekind, Gottlob Frege, Felix Klein, Ladd Franklin, Louis Couturat och Henri Poincaré ingick i organisationskommittén för den filosofiska kongressen, vilket var viktigt för den filosofiska kongressens utveckling av matematisk logik. Bertrand Russell var kanske den viktigaste assistent.

## Hilbertproblemen
I en kort föreläsning presenterade David Hilbert en lista med 23 olösta matematiska problem.
Ibland beskrivs det som en plenarföreläsning och ibland inte. Detta beror på att när David Hilbert blev inbjuden att hålla en plenarföreläsning för kongressen, kunde han inte bestämma sig för vad han skulle prata om.
Efter att ha talat med Hermann Minkowski och Adolf Hurwitz bestämde han sig för att diskutera några unika matematiska problem, men det tog lång tid för honom att skriva sin föreläsning. Programmet för 1900 års kongress publicerades innan Hilbert var redo, så hans tal tillkännagavs inte som en plenarföreläsning. Den levererades sedan till kongressen under en gemensam session av utbildningssektionen och historiesektionen (på grund av tidsbrist diskuterade Hilbert bara cirka 10 av sina 23 frågor på konferensen, även om alla 23 problem förekommer i publikationen). Det var den 8 augusti, klockan 9 på morgonen, som David Hilbert höll sin föreläsning. Den fick titeln On Future Problems in Mathematics.
Arrangörerna beslutade på grund av dess betydelse att placera Hilberts artikel i sektionen för plenarkonferensen.
Strax efter Hilberts utläggning sa Giuseppe Peano att Alessandro Padoas efterföljande kommunikation skulle ta upp problem nr. 2. Rudolf Mehmke minns att han föreslog vissa monografiska representationer inom vars utrymme en lösning av den allmänna ekvationen för sjunde graden kunde resultera.